# 詹姆斯·斯图尔特电影列表
詹姆斯·斯图尔特电影列表，列舉詹姆斯·斯图尔特參與演出的电影作品。
| 年份   | 英文名称                           | 中文译名       | 饰演或配音人物             |
| 1936年 | After the Thin Man                 | 迷霧重重       | David Graham               |
| 1938年 | You Can't Take It with You         | 浮生若夢       | Tony Kirby                 |
| 1939年 | Mr. Smith Goes to Washington       | 史密斯遊美京   | Jefferson Smith            |
| 1939年 | Destry Rides Again                 | 警探奇俠       | Thomas Jefferson Destry    |
| 1940年 | The Shop Around the Corner         | 街角的商店     | Alfred Kralik              |
| 1940年 | The Philadelphia Story             | 費城故事       | Macaulay (Mike) Connor     |
| 1946年 | It's a Wonderful Life              | 風雲人物       | George Bailey              |
| 1948年 | Rope                               | 奪魂索         | Rupert Cadell              |
| 1948年 | Call Northside 777                 | 反案記         | P.J. McNeal                |
| 1949年 | The Stratton Story                 | 淑女痴戀       | Monty Stratton             |
| 1950年 | Winchester '73                     | 無敵連環槍     | Lin McAdam                 |
| 1950年 | Harvey                             | 迷離世界       | Elwood P. Dowd             |
| 1950年 | Broken Arrow                       | 折箭為盟       | Tom Jeffords               |
| 1952年 | Bend of the River                  | 怒河           | Glyn McLyntock             |
| 1952年 | The Greatest Show on Earth         | 戲王之王       | Buttons                    |
| 1953年 | The Naked Spur                     | 血泊飛車       | Howard Kemp                |
| 1953年 | Thunder Bay                        | 霹靂灣         | Steve Martin               |
| 1953年 | The Glenn Miller Story             | 葛倫米勒傳     | 葛倫·米勒                  |
| 1954年 | Rear Window                        | 後窗           | L.B. "Jeff" Jeffries       |
| 1955年 | The Far Country                    | 遠鄉           | Jeff Webster               |
| 1955年 | The Man from Laramie               | 血戰蛇江       | Will Lockhart              |
| 1955年 | Strategic Air Command              | 戰略空軍       | Robert "Dutch" Holland     |
| 1956年 | The Man Who Knew Too Much          | 擒凶記         | Dr. Ben McKenna            |
| 1957年 | The Spirit of St. Louis            | 壯志凌雲       | 查爾斯·林白                |
| 1958年 | Vertigo                            | 迷魂記         | John 'Scottie' Ferguson    |
| 1958年 | Bell, Book and Candle              | 奪情記         | Shepherd "Shep" Henderson  |
| 1959年 | Anatomy of a Murder                | 桃色血案       | Paul Biegler               |
| 1959年 | The FBI Story                      | 聯邦調查局     | Chip Hardesty              |
| 1960年 | The Mountain Road                  | 山路           | Major Baldwin              |
| 1961年 | Two Rode Together                  | 麥凱警長       | Marshal Guthrie McCabe     |
| 1962年 | The Man Who Shot Liberty Valance   | 雙虎屠龍       | Ransom Stoddard            |
| 1962年 | Mr. Hobbs Takes a Vacation         | 渡假留香       | Roger Hobbs                |
| 1962年 | How the West Was Won               | 西部開拓史     | Linus Rawlings             |
| 1964年 | Cheyenne Autumn                    | 安邦定國誌     | 懷特·厄普（Wyatt Earp）    |
| 1965年 | The Flight of the Phoenix          | 凤凰劫         | Capt. Frank Towns          |
| 1965年 | Shenandoah                         | 聖拿河之戰     | Charlie Anderson           |
| 1966年 | The Rare Breed                     | 原野豪傑       | Sam Burnett                |
| 1976年 | The Shootist                       | 神槍手         | Dr. E.W. Hostetler（客串） |
| 1977年 | Airport '77                        | 航暴死亡角     | Philip Stevens（客串）     |
| 1991年 | An American Tail: Fievel Goes West | 美國鼠譚第二集 | Wylie Burp（配音）         |

## 所获奖项

### 美國國家電影保護局典藏
- 截至2007年，10部詹姆斯·史都華的電影作品，以其「文化上、歷史上、美學上」的的重要價值，被美國國家電影保護局選擇，永久典藏在美國國會圖書館中。
- 史密斯遊美京（1939年）
- 警探奇俠（英语：Destry Rides Again）（1939年）
- 街角的商店（1940年）
- 費城故事（1941年）
- 風雲人物（1946年）
- 血泊飛車（英语：The Naked Spur）（1953年）
- 後窗（1954年）
- 迷魂記（1958年）
- 西部開拓史（1962年）
- 雙虎屠龍（1962年）

### 美國電影學會百年百大系列
- 吉米·史都華被美國電影學會選為百年最偉大的男影星第三名
- AFI百年百大電影 (10週年版)
  - 100部最偉大影片中，吉米·史都華主演其中5部，是主演作品最多的演員
  - 400部獲提名影片中，吉米·史都華主演其中10部，是出現最多的演員之一
  - 迷魂記...# 9
  - 風雲人物...# 20
  - 史密斯遊美京...# 26
  - 費城故事...# 44
  - 後窗...# 48
- AFI百年百大勵志電影
  - 吉米·史都華主演第一名與第五名影片
  - 風雲人物...# 1
  - 史密斯遊美京...# 5
  - 林白征空記...# 69
- AFI百年百大愛情電影
  - 風雲人物...# 8
  - 迷魂記...# 18
  - 街角的商店...# 28
  - 費城故事...# 44
- AFI百年百大驚悚電影
  - 後窗...#14
  - 迷魂記...# 18
- AFI百年百大喜劇電影
  - 費城故事...# 15
  - 迷離世界...# 35
- AFI百年百大銀幕英雄與反派
  - 百年五十大銀幕英雄
  - 風雲人物... 飾演George Bailey（英语：George Bailey） ...# 9
  - 史密斯遊美京... 飾演Jefferson Smith ...# 11
- AFI百年各類型電影十大佳片
  - 詹姆斯·史都華是惟一一位主演電影最多的演員，也是橫跨領域最多的演員之一。
  - 懸疑類
    - 迷魂記...# 1
    - 後窗...# 3

  - 奇幻類
    - 風雲人物...# 3
    - 迷離世界...# 7

  - 浪漫喜劇類
    - 費城故事...# 5

  - 法庭劇情類
    - 桃色血案...# 7

### IMDb最佳250部影片
- 持續性名列網際網路電影資料庫最佳250部影片動態名單的作品：
- 後窗（1954年）
- 風雲人物（1946年）
- 迷魂記（1958年）
- 史密斯遊美京（1939年）
- 迷離世界（1950年）
- 費城故事（1941年）
- 桃色血案（1959年）
- 雙虎屠龍（1962年）
- 奪魂索（1948年）

### 美國娛樂周刊百年百大電影
- 100部最偉大影片中，吉米·史都華主演其中5部，是惟一一位主演作品最多的演員
- 迷魂記（1958年）
- 史密斯遊美京（1939年）
- 費城故事（1941年）
- 風雲人物（1946年）
- 街角的商店（1940年）

### 影視主要得獎
- 奧斯卡獲獎
  - 最佳男主角獎
    - 費城故事（1940年）

  - 最佳男主角獎提名
    - 史密斯遊美京（1938年）
    - 風雲人物（1946年）
    - 迷離世界（1950年）
    - 桃色血案（1959年）

  - 終身成就獎（1985年）

- 金球獎獲獎
  - 最佳電視男主角獎：劇情類
    - Hawkins（英语：Hawkins (TV series)）（電視影集）（1974年）

  - 最佳電影男主角獎：喜劇與音樂劇類提名
    - 渡假留香（英语：Mr. Hobbs Takes a Vacation）（1962年）

  - 最佳電影男主角獎：劇情類提名
    - 迷離世界（1950年）

  - 金球獎終身成就奬（1965年）

- 英國電影和電視藝術學院獎
  - 最佳外國男主角獎提名
    - 葛倫米勒傳（1955年）
    - 桃色血案（1960年）

- 紐約影評人協會獎
  - 最佳男主角獎
    - 史密斯遊美京（1939年）
    - 桃色血案（1959年）

- 影視演員協會
  - 終身成就獎（1969年）

- 美國電影學會
  - 終身成就獎（1980年）

- 甘迺迪藝術中心
  - 終身成就獎（1983年）

- 林肯表演藝術中心
  - 終身成就獎（1990年）

- 美國電影評議會
  - 終身成就獎（1990年）

- 美國國家影院業主協會
  - 終身成就獎（1990年）

- 威尼斯影展
  - Volpi Cup最佳男主角獎
    - 桃色血案（1959年）

- 柏林影展
  - Silver Bear最佳男主角獎
    - 渡假留香（英语：Mr. Hobbs Takes a Vacation）（1963年）

  - Honorary Golden Bear終身成就獎（1982年）

- 聖塞瓦斯提安國際影展
  - Silver Shell最佳男主角獎
    - 迷魂記（1958年）